# Manifest dels Perses
L'anomenat Manifest dels Perses va ser un document subscrit el 12 d'abril de 1814 a Madrid per seixanta-nou diputats al capdavant dels quals es trobava Bernardo Mozo de Rosales i pel qual es demanava a Ferran VII el retorn a l'Antic Règim i l'abolició de la legislació de les Corts de Cadis, just quan el rei acabava de tornar de l'exili i es trobava a València.
El manifest pren el nom d'una cita del mateix document en la qual fa referència al costum dels antics perses de gaudir de cinc dies d'anarquia després de la mort del rei. Els signants identifiquen aquesta anarquia amb el període de liberalisme imperant. El document equipara la Constitució de 1812 amb l'obra de la Revolució Francesa i demana la restauració dels estaments tradicionals de l'Antic Règim.
El document va servir de base al rei per decretar el 4 de maig el restabliment de l'absolutisme.